# آتش آزاد
آتش آزاد (به انگلیسی: Free Fire) فیلمی در ژانر کمدی سیاه و سفید - فیلم اکشن به کارگردانی بن ویتلی، و نویسندگی توسط ویتلی و امی پرش و محصول سال ۲۰۱۶ بریتانیا است. در این فیلم شارلتو کوپلی، آرمی هامر، بری لارسون، کیلیان مورفی، جک رینور، بابو سیسای، انزو چیلنتی، سم رایلی، مایکل اسمایلی و نوآ تیلور بازی می‌کنند. داستان فیلم پیرامون تیراندازی روایت می‌شود. آتش آزاد به‌طور کلی نقدهای مثبتی دریافت کرد.

## داستان
وقایع فیلم در شهر بوستون و در سال ۱۹۷۸ روایت می‌شود که گروهی از باندهای قاچاق اسلحه تصمیم می‌گیرند با یکدیگر شراکتی انجام دهند و هر یک از این معامله سود ببرند، آن‌ها اسلحه‌های زیادی در یک انبار مخفی جاسازی می‌کنند اما…

## بازیگران
- کیلین مورفی در نقش کریس
- آرمی همر در نقش ارد
- بری لارسون در نقش جاستین
- شارلتو کوپلی در نقش ورنون
- جک رینور در نقش هری
- بابو سیسی در نقش مارتین
- انزو چیلنتی در نقش برنی
- سم رایلی در نقش استیو
- مایکل اسمایلی در نقش فرانک
- نوآ تیلور در نقش گوردون
- پاتریک برگین در نقش هاوی
- تام دیویس در نقش لیری

## تولید فیلم

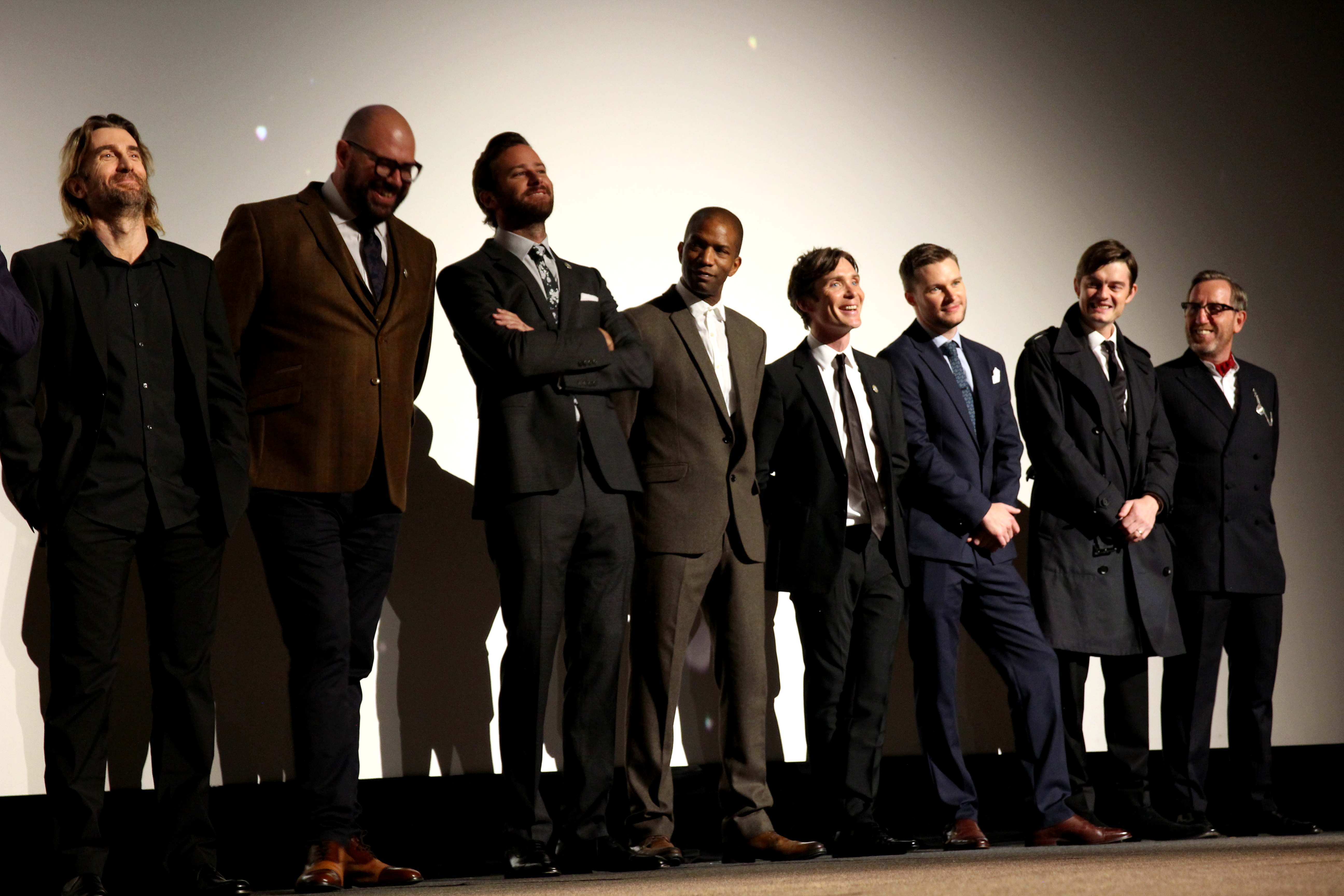
جشنواره لندن 2016،آرمی همر،کیلین مورفی،سام رایلی،شلرلتو کوپی.

در اکتبر سال ۲۰۱۴، الیویا وایلد، لوک ایوانز، آرمی هامر، سیلیان مورفی و مایکل اسمیلی به جمع بازیگران این فیلم پیوستند که بن ویتلی قرار بود از فیلمنامه ای که با امی پرش نوشت کارگردانی کند. ویتلی و اندی استارک زیر پرچم روک فیلمز خود تولید کردند و فیلم۴ نیز تولید کردند. در آوریل ۲۰۱۵، بری لارسون جانشین وایلد شد که به دلیل درگیری برنامه ای مجبور به کنار کشیدن شد.
در فوریه ۲۰۱۵، اعلام شد که استودیوکانال حق پخش این فیلم را در انگلستان به دست آورد، در حالی که سونی پیکچرز این حقوق را در استرالیا، نیوزیلند، آمریکای لاتین، اسکاندیناوی و اسپانیا کسب کرده بود. در نوامبر سال ۲۰۱۵، اعلام شد که کیمیاگری حقوق توزیع ایالات متحده از این فیلم را بدست آورده‌است. با این حال، در ۱۰ مارس ۲۰۱۶، در پی شایعات مربوط به مشکلات مالی کیمیاگری، توزیع این فیلم توسط ای ۲۴ خریداری شد.

## انتشار
این فیلم نخستین حضور جهانی خود را در جشنواره بین‌المللی فیلم تورنتو داشت و به عنوان فیلم شب آخر جشنواره فیلم لندن، در تاریخ ۱۶ اکتبر ۲۰۱۶، خدمت کرد. این فیلم در انگلستان در تاریخ ۳۱ مارس ۲۰۱۷، و در ایالات متحده در ۲۱ آوریل ۲۰۱۷ منتشر شد.
در ایالات متحده و کانادا، آتش آزاد در کنار قول، متولد چین، فراموش نشدنی و ققنوس فراموش شده افتتاح شد و پیش‌بینی می‌شد از ۱٫۰۷۰ سینما در حدود هفته گذشته حدود ۳ میلیون دلار ناخالص داشته باشد. با این حال، این اولین امتیاز به ۹۹۴٫۴۳۰ دلار رسید و هفدهم در گیشه به پایان رسید.